# Гаванская улица (Киев)
Гаванская улица (укр. Гаванська вулиця) — исчезнувшая улица Киева. Пролегала от Корабельной до Тульчинской улицы.
Приобщались улица Викентия Хвойки и Новоконстантиновская улица.

## История
Возникла в 50-х годах XX века под названием Новая. Название Гаванская улица получила в 1955 году.
Ликвидирована в конце 1970-х — начале 1980-х годов в связи с перепланировкой.